# Peperomia subpallescens
Peperomia subpallescens är en pepparväxtart som beskrevs av C. Dc.. Peperomia subpallescens ingår i släktet peperomior, och familjen pepparväxter. Inga underarter finns listade i Catalogue of Life.